# Alaunwerk
Als Alaunwerk (auch Alaunsiederei) bezeichnete man einen speziellen Zweig des historischen Bergbaus.

## Geschichte
Seit der Antike verwendete man den Alaun zum Gerben, Färben und Beizen. Dazu baute man Alunit (Alaunstein) oder alunithaltige Erden ab, wie sie oftmals in vulkanischen, auch altvulkanischen, Gegenden vorkommen. Noch im Mittelalter musste das Salz aus dem Orient oder dem Byzantinischen Reich eingeführt werden. Vor allem in Smyrna, dem heutigen Izmir, befanden sich bedeutende Lagerstätten des Alaunschiefers. Mit der Eroberung von Byzanz durch die Türken 1453 war das christliche Abendland vom Alaunhandel weitgehend abgeschnitten. Doch 1462 entdeckte Giovanno di Castro in Tolfa bei Civitavecchia – seinerzeit zum Kirchenstaat gehörend – reiche Vorkommen, die Papst Pius II. (Eneo Silva) zusammen mit dem Haus Medici ausbeuten und verwerten ließ. Sie errichteten dazu das erste Alaunwerk in Europa. Bis zu 6000 Menschen waren dort beschäftigt, Alaunstein zu brechen, in Schachtöfen zu brennen, in Wasser zu lösen und diese Lösung anschließend einzudampfen.
Gut fünfzig Jahre hielten Kirche und die Medici das europäische Alaun-Monopol aufrecht. Dazu hatte Pius II. mit seiner Osterbulle von 1463 allen den Kirchenbann angedroht, die „unchristlichen Alaun“ importierten oder kauften.
Aber kurz nach 1500 muss die Alaungewinnung auch aus Schwarzschiefer (auch Alaunschiefer genannt, obwohl er von Natur aus kaum Alaun enthält) gelungen sein. Schwarzschiefer kommt weit häufiger vor als Alaunstein. So brach 1510 das päpstliche Monopol zusammen und es entstanden zahlreiche neue Alaunwerke in Europa. Dort kopierte man das bekannte Verfahren der Gewinnung aus Alunit zunächst: Brennen des Schiefers, Lösen in Wasser und Eindampfen der Lösung bis zum Niederschlag des Alauns.
Schon kurz nach 1800 bereitete die neu aufkommende Chemieindustrie den Alaunwerken ein rasches Ende. Die nunmehr billig erzeugte Schwefelsäure ersetzte den Alaun in immer mehr Anwendungsfällen. Aus Schwefelsäure ließ sich das Salz nun auch preiswert in Fabriken erzeugen. Damit verschwanden die alten Alaunwerke als interessantes Kapitel der Montangeschichte, noch bevor der Denkmalschutzgedanke allgemein aufkam. Heute findet man fast nur noch den bergbaulichen Aspekt der einstigen Alaunwerke. Wegen der chemischen Aktivität des Alaunschiefers und der Bildung von Tropfsteinen aus Diadochit sind diese Bergwerke attraktive Schauanlagen; beispielsweise die Feengrotten in Saalfeld oder die Grube Morassina bei Schmiedefeld, beides in Thüringen. Ebenso in Thüringen war in Thalebra ein Werk, jedoch sind hier keine Anlagen mehr vorhanden. Das Alaunwerk Mühlwand bei Reichenbach in Sachsen, heute ebenfalls Besucherbergwerk, zeigt dagegen noch Überbleibsel der Verfahrenstechnologie (Röstbühnen, Brennhalten).

## Verfahren
Trotz äußerer Ähnlichkeit waren die Prozesse im Grunde verschieden: Während Alunit beim Brennen im Schachtofen dehydratisiert wird, oxidiert beim Rösten des Alaunschiefers das darin enthaltene Pyrit zu Schwefelsäure, welche aus den ebenfalls beteiligten Tonmineralen Metalle wie Aluminium, Kalzium, Eisen oder Kalium löst. Da das Rösten große Mengen Holz erforderte, verzichtete man immer öfter darauf und ließ stattdessen den gebrochenen Schiefer jahrelang an der Luft „verwittern“. Das ging allerdings zu Lasten der Qualität, weil die nunmehr fehlende Holzasche einen wesentlichen Bestandteil für „gutes“ Alaun enthält: Kalium. So erhielt man als Endprodukte häufig nur Einfachsulfate, Vitriol genannt. Auch die hilfsweise praktizierte Zugabe von zum Teil unappetitlichen Hilfsstoffen wie angefaulten Urin oder von Schlachtabfällen führte nur zu minderwertigen Alaunsorten (Ammonium ersetzte darin das einwertige Metall). Als „gutes“ Alaun galt eine Varietät, die wir heute Kalium-Aluminium-Alaun nennen.
Für die Menschen der Renaissance waren die chemischen Zusammenhänge jedoch völlig undurchschaubar. So blieb die Ergiebigkeit der einzelnen Alaunwerke von zahlreichen Zufällen und Unwägbarkeiten abhängig und selten gelang eine so konsequente Prozessführung wie im Alaunwerk in Mühlwand bei Rotschau, heute ein Ortsteil von Reichenbach im Vogtland / Sachsen.